# Konstanty Porcyanko

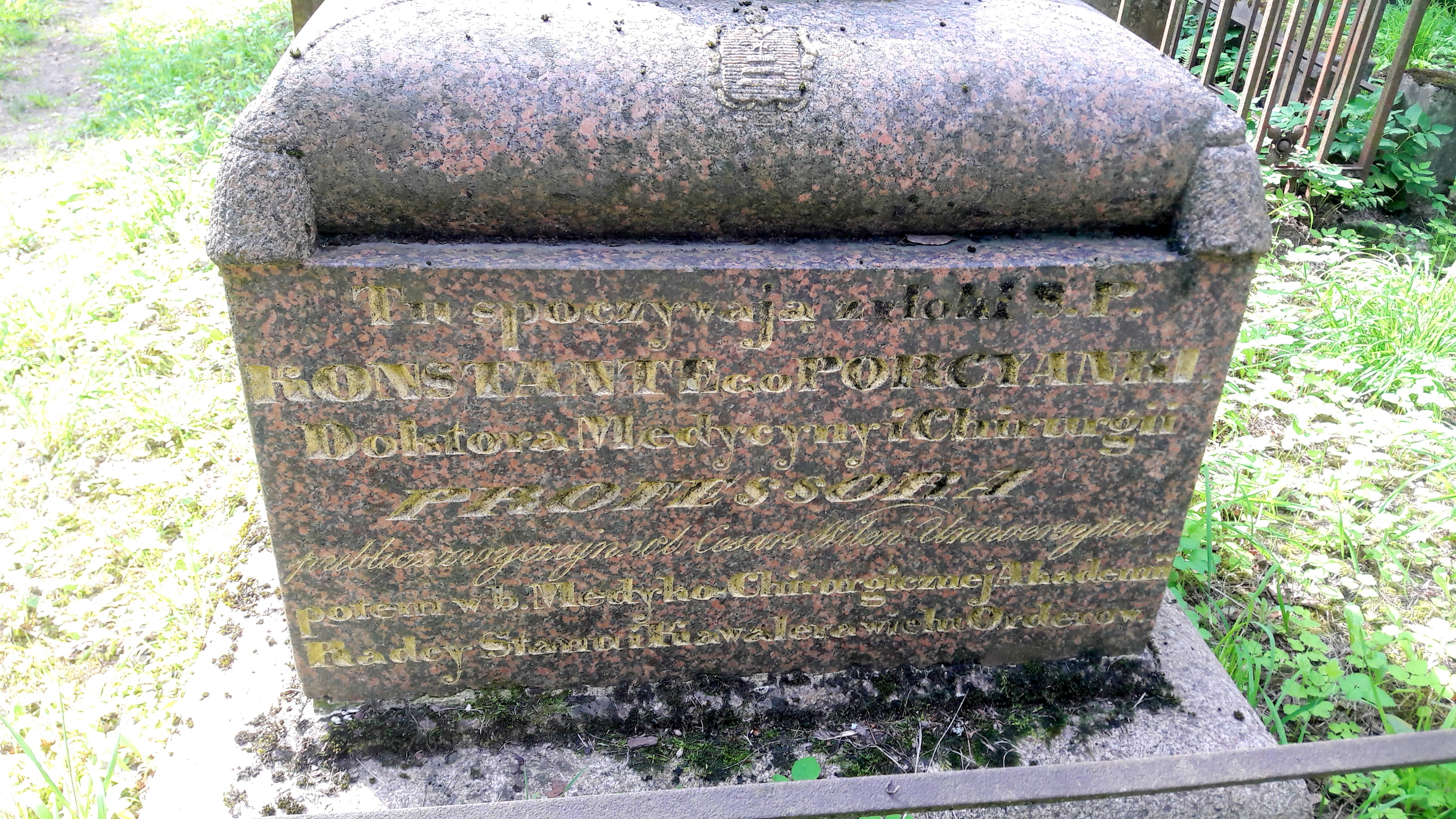
Grób Konstantego Porcyanki na cmentarzu Bernardyńskim w Wilnie

Konstanty Porcyanko a. Porcjanko (ur. 1793 w guberni mińskiej, zm. 11 listopada 1841 w Wilnie) – profesor chirurgii i okulistyki ("terapii ogólnej i materii medycznej") Uniwersytetu Wileńskiego. Jeden z pionierów urologii na terenie Polski, w 1830 r. przeprowadził pierwszą w Polsce litotrypsję, a w roku 1838 opisał, także jako pierwszy w Polsce, złamanie prącia. Był członkiem Towarzystwa Szubrawców.

## Życiorys
Od 1813 studiował na Wydziale Lekarskim Uniwersytetu Wileńskiego, do grona jego wykładowców należeli m.in. Ludwik Henryk Bojanus, Józef Frank, Jan Lobenwein i Jan Niszkowski. W czerwcu następnego roku został kandydatem filozofii, a w maju 1818 medycyny. W październiku 1818 przedstawił rozprawę pt. "De cancro labiorum" i uzyskał stopień doktora nauk medycznych, od lutego 1819 wykładał naukę o przyrządach chirurgicznych i bandażowania. Równocześnie od kwietnia tego samego roku pracował jako pomocnik w klinice chirurgicznej kierowanej przez Wacława Pelikana, gdzie nauczył się technik operacyjnych. 11 czerwca 1821 został doktorem chirurgii (do jego pacjentów należał m.in. Adam Mickiewicz), a 22 czerwca 1821 adiunktem w katedrze chirurgii. W następnym roku rozpoczął prowadzenie wykładów z terapii ogólnej i materii medycznej z toksykologi, od czerwca 1824 był profesorem nadzwyczajnym terapii ogólnej i materii medycznej, równocześnie zakończył prowadzenie wykładów z bandażowania i nauki o przyrządach chirurgicznych. Od lipca 1824 był przez rok zasiadał w wileńskim komitecie cenzuralnym, w lipcu 1825 został profesorem zwyczajnym. Ponadto od maja 1826 był wizytatorem szkolnym, ponieważ Wacław Pelikan został powołany na rektora uniwersytetu w jego zastępstwie Konstanty Porcyanko prowadził z wykłady chirurgii i kierował kliniką chirurgiczną. W 1832 Uniwersytet Wileński został zamknięty, wówczas Porcyanko został przeniesiony do Akademii Medyko-Chirurgicznej, gdzie powierzono mu stanowisko profesora chirurgii oraz prowadzenie wykładów z okulistyki, nadal kierował też kliniką chirurgiczną.
Jest pochowany na cmentarzu Bernardyńskim w Wilnie.